# Corriente heliosférica difusa

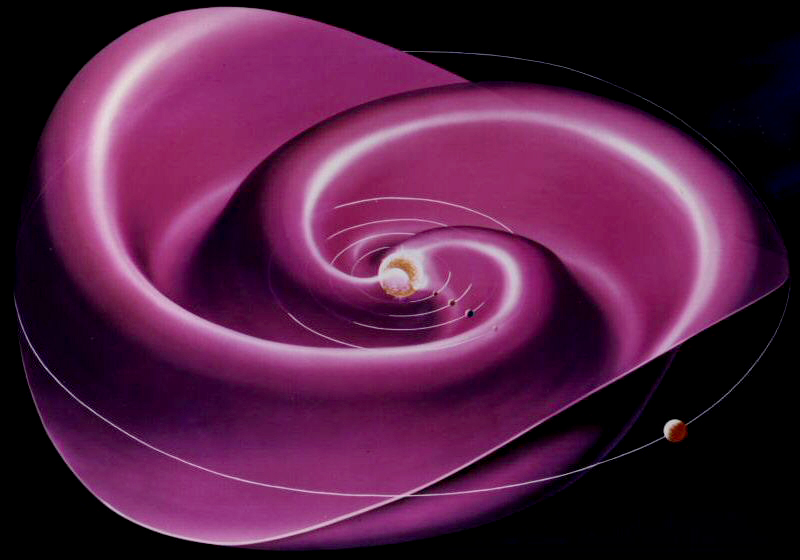
Corriente heliosférica difusa

La corriente heliosférica difusa (siglas HCS en inglés) es la superficie dentro del sistema solar donde la polaridad del campo magnético solar cambia de norte a sur. Este campo se extiende a través del plano ecuatorial solar en la heliosfera. La forma de la corriente heliosférica es el resultado de la influencia del campo magnético en rotación del sol en el plasma en el medio interplanetario (viento solar). Un pequeño flujo de corriente eléctrica fluye en la corriente heliosférica difusa, a 10−10 A/m². El grueso de la corriente es de unos 10 000 km. El campo magnético subyacente se denomina campo magnético interplanetario y la corriente eléctrica resultante forma parte del circuito de corriente heliosférica. La corriente heliosférica difusa también se denomina corriente interplanetaria difusa.
La corriente heliosférica difusa fue descubierta por John M. Wilcox y Norman F. Ness, en 1965. Hannes Alfvén y Per Carlqvist especulan con la existencia de una corriente galáctica difusa, una contrapartida a la corriente heliosférica difusa, con una corriente galáctica estimada de 1017 a 1019 amperios, que fluiría en el plano de simetría de la galaxia.

## Forma de falda de bailarina

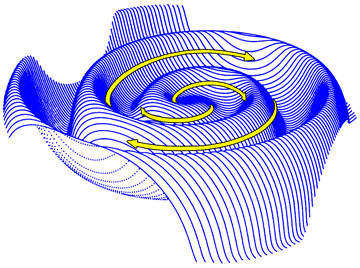
Espiral de Parker

Al girar el Sol, su campo magnético se tuerce formando una espiral de Parker, una forma de espiral de Arquímedes, que recibe el nombre en honor a Eugene Parker, su descubridor. El campo magnético de la espiral de Parker fue dividido en dos por una corriente difusa. Schatten desarrolló un primer modelo matemático a principios de los años 70 del siglo XX. Mientras la corriente magnética en espiral cambia la polaridad, se distorsiona en forma de espiral ondulante y toma el aspecto de una falda de bailarina.

## Campo magnético
La corriente heliosférica difusa gira junto con el Sol cada 27 días. Durante este tiempo las partes superiores e inferiores de la falda pasan a través de la magnetosfera terrestre, interaccionando. Cerca de la superficie solar, el campo magnético producido por la corriente eléctrica radial es del orden de 5 × 10−6 T (teslas).
El campo magnético en la superficie del Sol es de unos 10−4 T. Si la forma del campo fuera un dipolo magnético, la fuerza disminuiría con el cubo de la distancia, resultando en unos 10−11 teslas en la órbita terrestre. La corriente heliosférica difusa resulta ser un multipolo, puesto que el campo magnético actual en la Tierra debido al Sol es 100 veces más grande.

## Corriente eléctrica
La corriente eléctrica en la corriente heliosférica difusa tiene un componente tanto radial (dirigido hacia el interior), así como una componente acimutal, siendo el circuito radial cercado hacia afuera por corrientes alineadas con el campo magnético solar en las regiones polares del Sol. La corriente que radia el circuito es de unos 3 × 109 amperios, mientras otras corrientes eléctricas astrofísicas, las corrientes de Birkeland que mantienen las auroras de la tierra, son alrededor de un millar de veces más débiles, de un millón de amperios. La densidad máxima de la corriente es de unos 10−10 A/m² (10−4 A/km²).